# Važec
Važec (allemand : Waagsdorf/Weißwaag, hongrois : Vázsec) est un village de Slovaquie situé dans la région de Žilina.

## Histoire
La première mention écrite du village date de 1280.

## Démographie

### Évolution de la population
| Année:               | 1994. | 2004.   | 2014.   | 2024.   |
| -------------------- | ----- | ------- | ------- | ------- |
| Nombre de personnes: | 2399  | 2381    | 2361    | 2372    |
| Différence:          |       | -0,75 % | -0,83 % | +0,46 % |

| Année:               | 2023. | 2024.   |
| -------------------- | ----- | ------- |
| Nombre de personnes: | 2361  | 2372    |
| Différence:          |       | +0,46 % |

## Honneur
L'astéroïde (347028) Važec porte son nom.